# Evangelisch-Katholischer Kommentar
Der Evangelisch-Katholische Kommentar (EKK) ist eine große Kommentarreihe zum Neuen Testament. Sie wird von Autoren der beiden genannten Konfessionen herausgegeben und verfasst.
2002 erschien der vierte Band des umfangreichsten im deutschen Sprachraum existierenden Kommentars zum Matthäus-Evangelium. Inzwischen liegen insgesamt 37 Bände zu fast allen Büchern des Neuen Testaments vor. Die Bände erscheinen zugleich im katholischen Patmos Verlag (ursprünglich bei Benziger) und im Verlag Vandenhoeck & Ruprecht (ursprünglich bis 2016 im Verlag Neukirchener Theologie/Neukirchener Verlag).

## Übersicht der einzelnen Kommentare
| Biblisches Buch                 | Verfasser des Kommentars               | Erscheinungsjahr | Verfasser der Neubearbeitung             | Erscheinungsjahr |
| ------------------------------- | -------------------------------------- | ---------------- | ---------------------------------------- | ---------------- |
| Evangelium nach Matthäus        | Ulrich Luz                             | 1985–2002        |                                          |                  |
| Evangelium nach Markus          | Joachim Gnilka                         | 1978–1979        | Reinhard von Bendemann (in Vorbereitung) |                  |
| Evangelium nach Lukas           | François Bovon                         | 1989–2009        |                                          |                  |
| Evangelium nach Johannes        | Jörg Frey (in Vorbereitung)            |                  |                                          |                  |
| Apostelgeschichte               | Rudolf Pesch                           | 1987             | Knut Backhaus (in Vorbereitung)          |                  |
| Römerbrief                      | Ulrich Wilckens                        | 1978–1982        | Michael Wolter                           | 2014–2018        |
| Erster Korintherbrief           | Wolfgang Schrage                       | 1991–2000        |                                          |                  |
| Zweiter Korintherbrief          | Thomas Schmeller                       | 2010–2015        |                                          |                  |
| Galaterbrief                    | Thomas Söding (in Vorbereitung)        |                  |                                          |                  |
| Epheserbrief                    | Rudolf Schnackenburg                   | 1982             | Matthias Konradt (in Vorbereitung)       |                  |
| Philipperbrief                  | Samuel Vollenweider (in Vorbereitung)  |                  |                                          |                  |
| Kolosserbrief                   | Eduard Schweizer                       | 1980             | Hans-Josef Klauck (in Vorbereitung)      |                  |
| Erster Thessalonicherbrief      | Traugott Holtz                         | 1986             | Christine Gerber (in Vorbereitung)       |                  |
| Zweiter Thessalonicherbrief     | Wolfgang Trilling                      | 1980             | Silvia Pellegrini (in Vorbereitung)      |                  |
| Erster Timotheusbrief           | Jürgen Roloff                          | 1989             |                                          |                  |
| Zweiter Timotheusbrief          | Alfons Weiser                          | 2003             |                                          |                  |
| Titusbrief                      | Michael Theobald (in Vorbereitung)     |                  |                                          |                  |
| Philemonbrief                   | Peter Stuhlmacher                      | 1975             | Martin Ebner                             | 2017             |
| Hebräerbrief                    | Erich Gräßer                           | 1990–1997        |                                          |                  |
| Jakobusbrief                    | Karl-Wilhelm Niebuhr (in Vorbereitung) |                  |                                          |                  |
| Erster Petrusbrief              | Norbert Brox                           | 1986             | Christoph G. Müller                      | 2022             |
| Judasbrief. Zweiter Petrusbrief | Anton Vögtle                           | 1994             |                                          |                  |
| Johannesbriefe                  | Hans-Josef Klauck                      | 1991–1992        |                                          |                  |
| Offenbarung des Johannes        | Martin Karrer                          | 2017–            |                                          |                  |
| (Logienquelle Q)                | Paul Hoffmann (in Vorbereitung)        |                  |                                          |                  |

## Herausgeber
Begründet wurde die Reihe von Eduard Schweizer und Rudolf Schnackenburg. Im Jahre 2017 waren die Herausgeber:
- Knut Backhaus
- Christine Gerber
- Thomas Söding
- Samuel Vollenweider.

Zum weiteren Kreis der Herausgeber gehören bzw. gehörten: Otto Böcher, François Bovon, Norbert Brox, Jörg Frey, Joachim Gnilka, Erich Gräßer, Paul Hoffmann, Traugott Holtz, Martin Karrer, Karl-Wilhelm Niebuhr, Rudolf Pesch, Jürgen Roloff,  Wolfgang Schrage, Peter Stuhlmacher, Wolfgang Trilling, Anton Vögtle, Alfons Weiser und Ulrich Wilckens.

## Ehemalige Mitarbeiter
Seit dem Erscheinen des ersten Bandes der Reihe im Jahre 1975 gab es verschiedene Änderungen hinsichtlich der beteiligten Autoren und Autorinnen. Im Verlagsprospekt von 1987 werden genannt:
- Hans Weder: Johannesevangelium
- Gerhard Dautzenberg: 2. Korintherbrief
- Josef Blank: Galaterbrief
- Günter Klein: Der Brief an die Philipper
- Ulrich Luck: Jakobusbrief
- Otto Böcher: Die Offenbarung des Johannes

## Sonderausgaben
- Ulrich Luz, Thomas Söding, Samuel Vollenweider (Hrsg.), Exegese – ökumenisch engagiert. Der Evangelisch-Katholische Kommentar in der Diskussion über 500 Jahre Reformation. Patmos Verlag, Vandenhoeck und Ruprecht 2016, ISBN 978-3-7887-3044-4